# ロイヤル・バレエ団

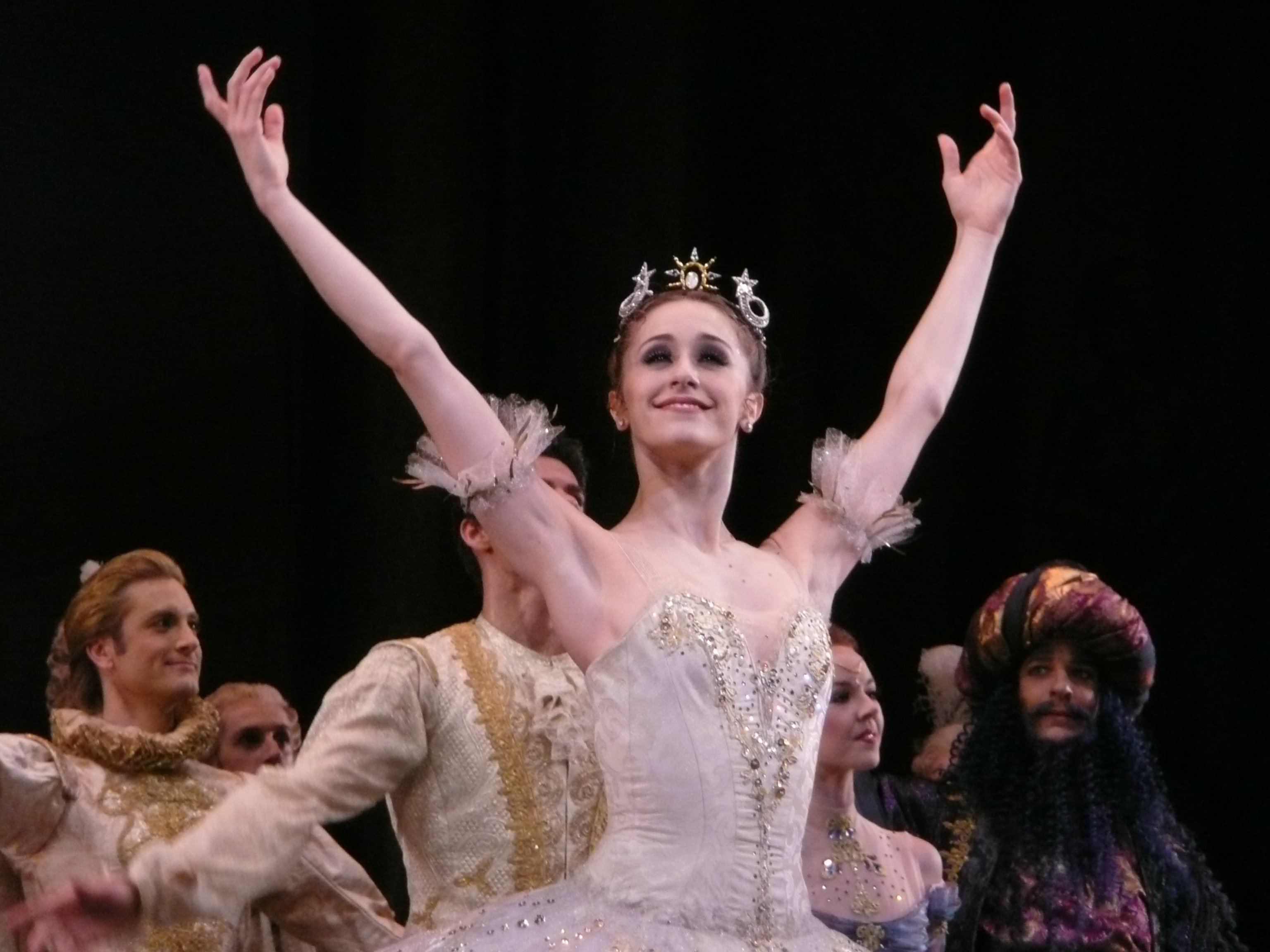
プリンシパルのマリアネラ・ヌニェス

ロイヤル・バレエ団（The Royal Ballet）は、イギリスの王立バレエ団。フランスのパリ・オペラ座、ロシアのマリインスキー・バレエの2大バレエ団に加えて、世界三大バレエ団の一つと称されることもある。2022年現在の名誉総裁はチャールズ3世、芸術監督は元BRBプリンシパルのケヴィン・オヘア。所属ダンサーは90人。

## 概要

### 歴史
先にバレエ・リュスで活躍していたアイルランド出身のバレリーナ、ニネット・ド・ヴァロアが1931年にロンドンで始めたヴィック・ウェルズ・バレエ（Vic Wells Ballet）が濫觴である。英国にはまだ国立のバレエ団は存在せず、全くの私立カンパニーとしての始まりであった。1942年までにバレエ団はロンドンのサドラーズ・ウェルズ劇場を本拠地とするサドラーズ・ウェルズ・バレエ団となり、先に設立していたバレエ学校でM・フォンテイン、M・シアラーなど自前の舞踊手を育成していった。初期作品にはド・ヴァロアの振付によるものもあったが、やがて舞踊手出身のフレデリック・アシュトンが振付を開始して数々の名作品を生み出すようになる。第二次世界大戦が始まるとヨーロッパ各国への公演、駐留軍への慰問公演などを積極的に行い、集客力と知名度を上げていった。
1946年、戦争で閉鎖していたロンドンのロイヤル・オペラ・ハウスは再開にあたってサドラーズ・ウェルズ・バレエ団を傘下に置くことになり、バレエ団はコヴェント・ガーデンに本拠地を移した。旧本拠地のサドラーズ・ウェルズ劇場はその代償として分派させたバレエ団の一部を姉妹カンパニーとして手元に留まらせ、その名称はサドラーズ・ウェルズ・シアター・バレエ団となった（移転した方の名称は旧来のまま）。
1956年、王室勅書によりマーガレット王女を名誉総裁とする王立バレエ団となる。2つのバレエ団はそれぞれロイヤル・バレエ団、サドラーズ・ウェルズ・ロイヤル・バレエ団の名称が冠せられた。なお1991年にサドラーズ・ウェルズ・ロイヤルはバーミンガムに移転し、バーミンガム・ロイヤル・バレエ団と改称して現在に至っている。

### 特色
マリインスキー・バレエやパリ・オペラ座が王室の命によって設立され、王室の擁護の中で数百年の歴史を持つのとは対照的に、ロイヤル・バレエの設立は個人によるものであり、そのために当初から演劇的で大衆受けする作品が作られていた。王立バレエ団となってからも、前述のアシュトンに加え、J・クランコ、K・マクミランなど個性的な振付家が輩出され、『ラ・フィユ・マル・ガルデ（リーズの結婚）』、『マノン』、『うたかたの恋』、『パゴタの王子』など演劇性の高い作品が生まれた。演劇の伝統の色濃いイギリスのバレエ団らしく、古典作品においてもマイム（パントマイム）を多く残す振付を上演するほか、演技に重きを置くプリンシパル・キャラクター・アーティストという階級をダンサー最高位のプリンシパルと並び設けている点も、とりわけ特徴的である。
また、前記のマリインスキー・バレエやパリ・オペラ座、あるいはそれに匹敵するボリショイバレエ団のフランスやロシアの3大バレエ団が、自国の子供を付属のバレエ学校で育てたダンサーを中心に団員を構成し（マリインスキーとボリショイならばロシアおよび旧ソ連国家、オペラ座ならフランス）外国人は少ないのとは対照的に、1980年代後半から他国でバレエ教育を受け、すでに高いレベルに成長したダンサーを積極的に入団させているのも特徴としてあげられる。結果、日本の熊川哲也・吉田都、フランスのS・ギエム、スペインのT・ロホ、キューバのC・アコスタ、ルーマニアのA・コジョカル、アルゼンチンのM・ヌニェスなど国際色豊かな多士が揃うようになった。反面、安易に他国の優秀ダンサーを引き抜いてばかりで、自国のダンサーを育成していないという指摘もある。また『マノン』、『ロミオとジュリエット』など1960年代から1970年代に製作された新古典上演を重んじるあまり、W・フォーサイスなどコンテンポラリー、モダン系の演目を取り入れるのが遅れ、レパートリーが旧態依然となっているという批判もある。

### 日本との関わり
1961年以来、数年に一度来日公演を行っており （来日公演一覧参照）、日本国内でも高い人気を維持している。傘下におくロイヤル・バレエ学校がこれまでに優れたダンサーを輩出していることもあり、ロイヤル・バレエ団は国際的なバレエダンサーを目指す者にとって究極の目標と見なされているといっても過言ではない。
日本出身のダンサーとしては、平野亮一、高田茜、金子扶生（以上、最高位プリンシパル）。崔由姫、アクリ瑠嘉、佐々木万璃子、前田紗江　（以上、ファースト・ソリスト）。桂千里、中尾太亮、五十嵐大地　（以上、ソリスト）。 佐々木須弥奈（ファースト・アーティスト）が所属。ローザンヌ国際バレエコンクール2024 第5位入賞の小林愛里も研修生として所属している。
また過去に所属したダンサーとしては、熊川哲也、吉田都、佐々木陽平、蔵健太、小林ひかるらがいる。

## 在籍した主なダンサー
| - ルドルフ・ヌレエフ （キーロフ・バレエから亡命・移籍） - マーゴ・フォンテイン - アンソニー・ダウエル （1986年から2001年まで芸術監督） - メール・パーク - アントワネット・シブリー - リン・シーモア - アレッサンドラ・フェリ （後にABTに移籍） - レスリー・コリア - アダム・クーパー | - 熊川哲也 （後にKバレエカンパニーを設立） - 吉田都（後に新国立劇場バレエ団の芸術監督に就任） - イレク・ムハメドフ （ボリショイ・バレエ団から移籍） - シルヴィ・ギエム （パリ・オペラ座バレエから移籍） - ダーシー・バッセル - ジョナサン・コープ - ホセ・カレーニョ （後にABTに移籍） - アリーナ・コジョカル - ヨハン・コボー （デンマーク王立バレエから移籍） - カルロス・アコスタ （キューバ国立バレエから移籍） - タマラ・ロホ （イングリッシュ・ナショナル・バレエから移籍） |

## 主なレパートリー

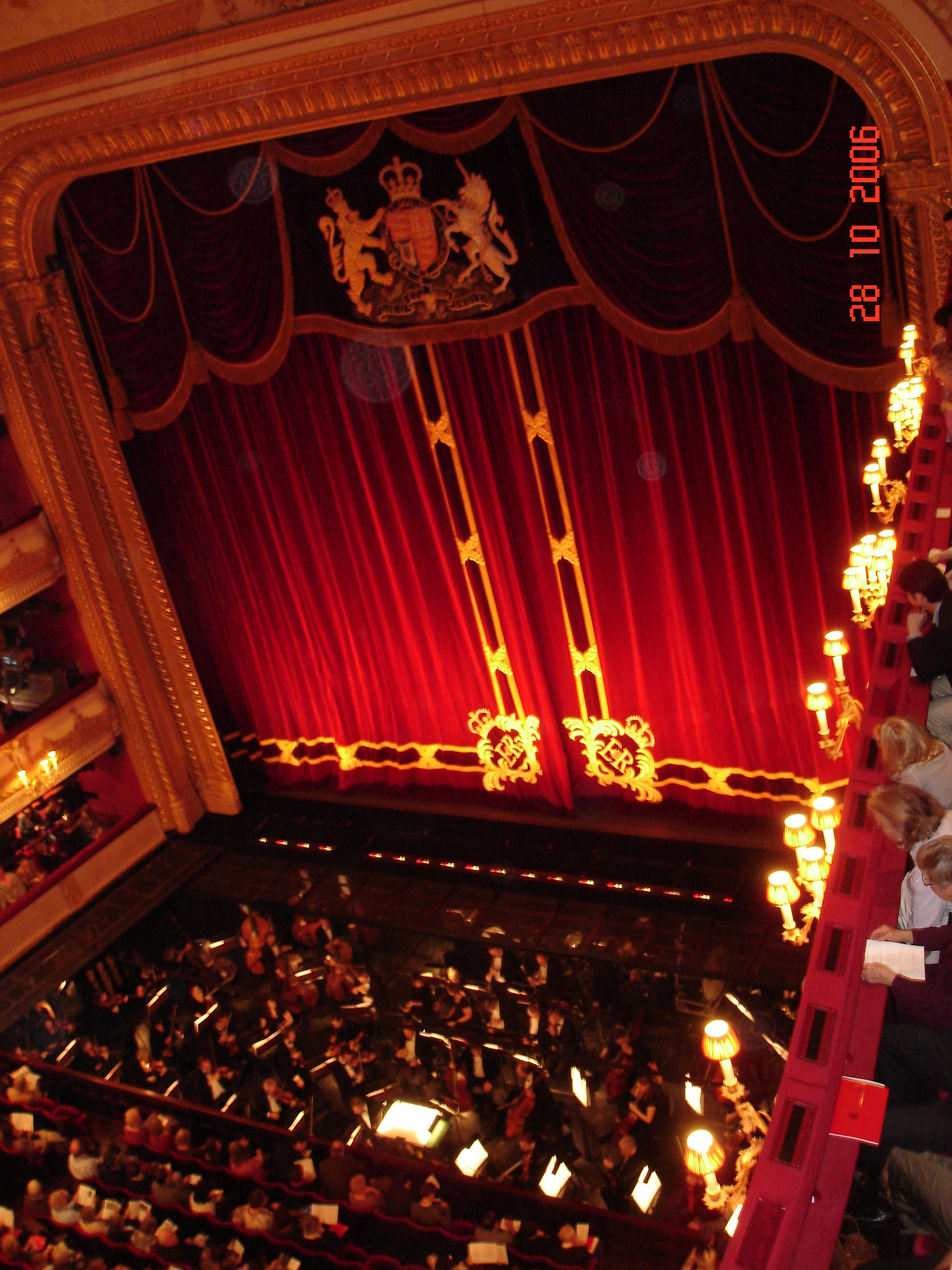
ロイヤル・オペラハウスは1946年以来の本拠地

- 『白鳥の湖』  （アンソニー・ダウエル改訂演出）
- 『眠れる森の美女』 （モニカ・メイソン改訂演出）
- 『ラ・バヤデール』  （ナタリア・マカロワ改訂演出）

フレデリック・アシュトン振付
- 『ラ・フィユ・マル・ガルデ（リーズの結婚）』 （La Fille Mal Gardée）
- 『バレエの情景』 (Scènes de ballet)
- 『シンデレラ』 (Cinderella)
- 『シルヴィア』 (Sylvia)
- 『オンディーヌ（英語版）』 (Ondine)
- 『真夏の夜の夢』 (Dream)
- 『スケートをする人々』 (Les Patineurs)
- 『田園の出来事』 (A Month in the Country)
- 『ラプソディー』 (Rhapsody)
- 『マルグリットとアルマン』 （Margrid and Armand）
- 『シンフォニック・バリエーション』 （Symphonic Variations）
- 「ピーター・ラビットと仲間たち』 （Tales of Beatrix Potter）

ケネス・マクミラン振付
- 『ロミオとジュリエット』 (Romeo and Juliet)
- 『マノン』 (Manon)
- 『うたかたの恋』 (Meyerling)
- 『春の祭典』 （Rite of Spring）
- 『パゴタの王子』 (Prince of Pagoda)
- 『アナスタシア』 (Anastasia)
- 『大地の歌』 (Song of the Earth)
- 『グロリア』 (Gloria)
- 『招待』 (The Invitation)
- 『エリート・シンコペーション』 (Elite Syncopations)
- 『ダンス・コンセルタント』 (Danses Concertantes)
- 『ユダの樹』 (Judas Tree)

ニネット・ド・ヴァロア演出・振付
- 『コッペリア』 (Coppélia)
- 『チェックメイト』 (Checkmate)
- 『放蕩者のなりゆき』 (Rake's Progress)

ピーター・ライト演出・振付
- 『くるみ割り人形』 (Nutcracker)
- 『ジゼル』  (Giselle)

デヴィッド・ビントレー振付
- 『ペンギン・カフェ』 ('Still Life' at the Penguin Café)

クリストファー・ウィールドン振付
- 『不思議の国のアリス』 (Alice's Adventures in Wonderland)
- 『冬物語』 (The Winter's Tale)

リアム・スカーレット振付
- 『フランケンシュタイン』 (Frankenstein)

## 来日公演一覧
| 年   | 演目 | 主な出演者 | 芸術監督               | 公演場所                                                                                   |
| 1961 | 『白鳥の湖』 （ヴァロア改訂版） 『ジゼル』 『レ・シルフィード』 『チェックメイト』 『ソリティア』ほか                             | M・フォンテイン M・ソムズ L・シーモア | ニネット・ド・ヴァロア | 東京文化会館ほか                                                                           |
| 1975 | 『眠れる森の美女』 （マクミラン振付） 『リーズの結婚』（アシュトン振付）                                                          | A・ダウエル M・パーク L・コリア | ケネス・マクミラン     | 東京・名古屋・大阪ほか                                                                     |
| 1983 | 『マノン』（マクミラン振付） 『スケートをする人々』 『田園の出来事』 （アシュトン振付） ほか                                      | A・ダウエル M・パーク L・コリア M・メイソン | ノーマン・モリス       | 東京・名古屋・大阪・ 広島・福岡                                                            |
| 1987 | 『うたかたの恋』 （マクミラン振付） 『眠れる森の美女』                                                                            | L・コリア M・メイソン F・チャドウィック M・コールマン | アンソニー・ダウエル   | 東京・横浜・名古屋・ 大阪・福岡・鹿児島                                                    |
| 1992 | 『三人姉妹』 『真夏の夜の夢』 （アシュトン振付） 『ラ・バヤデール』                                                               | D・バッセル L・コリア V・デュランテ S・ギエム 熊川哲也 | アンソニー・ダウエル   | 東京・横浜・名古屋・ 大阪・広島・岡山・ 多摩・相模大野・長野・ 勝田・札幌                  |
| 1995 | 『ジゼル』 『眠れる森の美女』 | D・バッセル S・ギエム V・デュランテ I・ムハメドフ J・コープ 熊川哲也 | アンソニー・ダウエル   | 東京・富士・名古屋・ 大阪・和歌山・市川・ ひたちなか・札幌                                 |
| 1997 | 『ロメオとジュリエット』 （マクミラン振付） 『ドン・キホーテ』（バリシニコフ振付）                                                | A・クーパー S・ギエム J・コープ 熊川哲也 吉田都 I・ムハメドフ | アンソニー・ダウエル   | 東京・大阪                                                                                 |
| 1999 | 『マノン』 （マクミラン振付） 『白鳥の湖』 （ヴァロア改訂版） 『リーズの結婚』（アシュトン振付）                                  | D・バッセル S・ギエム V・デュランテ 吉田都 J・コープ B・サンソム I・ゼレンスキー                                                                                              | アンソニー・ダウエル   | 東京・大阪・名古屋・ 札幌・浜松・横浜                                                      |
| 2005 | 『シンデレラ』 （アシュトン振付） 『マノン』                                                                                      | D・バッセル S・ギエム 吉田都 A・コジョカル J・コボー T・ロホ | モニカ・メイソン       | 東京文化会館                                                                               |
| 2008 | 『シルヴィア』 （アシュトン振付） 『眠れる森の美女』（モニカ・メイソン改訂演出）                                                  | T・ロホ J・コボー R・マルケス M・ヌニェス D・マッカテリ T・ソアレス | モニカ・メイソン       | 東京文化会館・ 大阪 〔ガラ公演のみ〕                                                       |
| 2010 | 『リーズの結婚』 （アシュトン振付） 『うたかたの恋』 （マクミラン振付） 『ロメオとジュリエット』 （マクミラン振付）               | 吉田都 C・アコスタ T・ロホ A・コジョカル M・ヌニェス R・マルケス J・コボー S・マックレー E・ワトソン                                                                          | モニカ・メイソン       | 東京文化会館                                                                               |
| 2013 | 『不思議の国のアリス』 （ウィールドン振付） 『白鳥の湖』 （ダウエル改訂演出）                                                     | R・マルケス M・ヌニェス S・マックレー E・ワトソン Z・ヤノウスキー S・ラム 崔由姫                                                                                              | ケヴィン・オヘア       | 東京文化会館                                                                               |
| 2016 | 『ロミオとジュリエット』（マクミラン振付） 『ジゼル』（ピーター・ライト改訂演出）                                                 | L・カスバートソン F・ヘイワード N・オシポワ S・ラム M・ヌニェス S・マックレー M・ゴールディング V・ムンタギロフ                                                               | ケヴィン・オヘア       | 東京文化会館 福岡サンパレス 兵庫県立芸術文化センター 愛知県芸術劇場 ふくやま芸術文化ホール |
| 2023 | 『ロイヤル・セレブレーション』 『FOR FOUR』 『プリマ』 『田園の出来事』 『ジュエルズ』より”ダイヤモンド” 『ロミオとジュリエット』 | M・ボール W・ブレイスウェルR・クラーク F・ヘイワード 平野亮一 金子扶生 S・ラム M・マグリ S・マックレー V・ムンタギロフ Y・ナグディ M・ヌニェス N・オシポワ 高田茜 L・モレーラ | ケヴィン・オヘア       | 東京文化会館 大阪フェスティバルホール アクリエひめじ                                       |

※初来日は1961年。竣工直後の東京文化会館で行われた。